# Miguel Luis Amunátegui
Miguel Luis Amunátegui Aldunate (Santiago, 11 de enero de 1828-Santiago, 22 de enero de 1888) fue un historiador y político chileno, hermano del también historiador Gregorio Víctor Amunátegui Aldunate.

## Primeros años de vida
Fue hijo de José Domingo Amunátegui Muñoz (quien fue abogado del general Ramón Freire) y Carmen Aldunate Irarrázaval. Descendiente de vascos. A los 14 años quedó huérfano de padre, pero el general Ramón Freire se convirtió en protector de su familia, guardándole el futuro historiador un gran agradecimiento.
Ingresó al Instituto Nacional General José Miguel Carrera en 1840, donde se convirtió en uno de los alumnos más destacados. En 1846 rindió su examen de latín ante Andrés Bello, quien le hizo traducir los versos de Horacio, labor que hizo con tanto esmero que le valieron la efusión y el cariño del gran maestro venezolano.

## Vida pública
Empezó a trabajar como profesor particular y logró conseguir una cátedra en humanidades en el Instituto Nacional, a pesar de no cumplir el requisito de tener 21 años (tenía 19 por aquel entonces).
En octubre de 1852 se incorpora a la Universidad de Chile como profesor, e inició su participación en el ministerio de instrucción pública. Fue inmediatamente llamado por el rector para que hiciese una memoria histórica que debía presentarse. Leyó el 11 de diciembre de 1853 el prólogo de su libro La dictadura de O’Higgins, que se publicó poco después y que constituyó uno de los acontecimientos literarios del año. Pocos años más tarde obtenía el premio de la Universidad sobre la mejor memoria de educación, con el libro De la Instrucción en Chile, lo que es y lo que debía ser, en 1857, publicando además ese año el Compendio de Historia Política y Eclesiástica de Chile.
En 1849 se afilió al naciente Partido Liberal, y empieza a publicar trabajos históricos en la Revista de Santiago. Obtuvo su primer premio por su trabajo en 1851 con Los tres primeros años de la Revolución en Chile (1811-1812-1813). En 1852 el ministro de Relaciones Exteriores Antonio Varas le encargo una obra para afirmar la soberanía chilena en la parte austral del continente en contraposición a uno recién salido en Argentina, de lo que salió el título Títulos de la República de Chile a la Soberanía y el Dominio de la extremidad austral del Continente Americano, libro que causó impacto en Argentina y que produjo respuestas y contrarespuestas a uno y otro lado de la cordillera.
En 1856 funda junto a otros jóvenes intelectuales la Sociedad de Instrucción Primaria con el objeto de combatir la alta tasa de analfabetismo (86%) existente en Chile en esa época.
Fue elegido diputado por primera vez en 1863, representando al departamento de Caupolicán, permaneciendo en el parlamento por 12 años consecutivos.
El 13 de noviembre de 1868 el presidente José Joaquín Pérez lo llama al ministerio del Interior, entregando un programa de conciliación con vistas a las elecciones de 1870. Presidió correctamente las elecciones y como ellas adolecieran de numerosos defectos pidió su rectificación, en los departamentos de Copiapó, Freirían, Putaendo y Cauquenes. Los conservadores pidieron un voto de censura que fue rechazado por 44 contra 33. Pasado esto renunció al ministerio.
En 1873 fue elegido diputado por Talca, y desde esa trinchera combatió, junto con Guillermo Matta, a las políticas educacionales del ministro Abdón Cifuentes, que proponía la libertad de exámenes. Apoyó también un intento de separar la iglesia y el estado, al año siguiente.
El 12 de febrero de 1875 se le propuso como candidato para Presidente, en un banquete que le ofrecieron en Valparaíso, honor que declinó. En 1875 volvió a la prensa literaria, fundando la Revista Chilena, junto a Diego Barros Arana.
Se le nombró ministro de Justicia, Culto e Instrucción Pública en 1876. Publicó un decreto llamado «Decreto Amunátegui», el 6 de febrero de 1877, habilitando a las mujeres a rendir exámenes válidos en la Universidad de Chile, para poder optar a títulos profesionales, a condición de estar sometidas a las mismas condiciones que los hombres. Fue así como en 1880 Eloísa Díaz rindió un sobresaliente examen de ingreso a la Universidad de Chile frente a una comisión integrada por Diego Barros Arana e Ignacio Domeyko. Durante el examen, el ministro Amunátegui aguardó el dictamen de la comisión en una habitación contigua, y celebró con ella cuando Eloísa Díaz fue aceptada en la Facultad de Medicina, convirtiéndose en la primera mujer en América en ser recibida por una Universidad.
En las negociaciones para el Tratado de 1881 entre Argentina y Chile por la delimitación fronteriza, la monumental obra de Amunátegui sentó las bases de la posición chilena, y tuvo una injerencia decisiva en toda la historiografía chilena posterior. 
A pesar de tanto trabajo, tuvo tiempo para publicar nuevos trabajos, como Vida de don Andrés Bello, Relaciones Históricas y El Terremoto del 13 de mayo de 1647.
Desde 1884 diputado por Valparaíso, fue nombrado poco después ministro de Relaciones Exteriores y Culto. En ese puesto, el 22 de enero de 1888, falleció producto de una neumonía. Fiel a sus principios de toda una vida, se mantuvo incrédulo hasta la hora final, rodeado de sus amigos y su familia.

## Obras

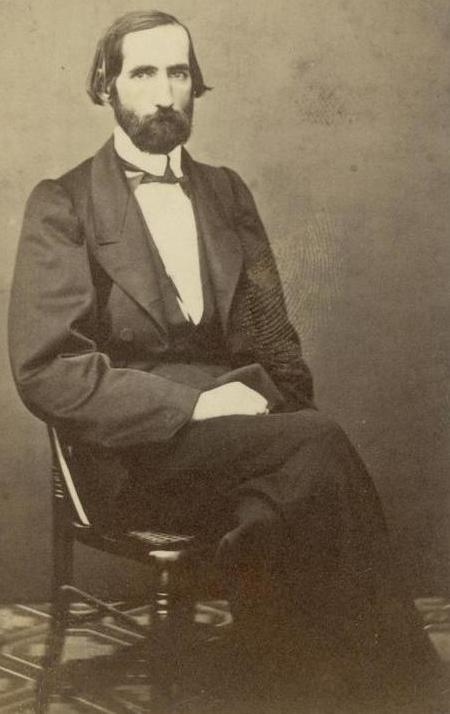
Miguel Luis Amunategui

- Biografía del general Borgoño (1848)
- La reconquista española: apuntes para la historia de Chile : 1814-1817 (junto con su hermano Gregorio Victor Amunátegui) (1851)
- Títulos de la República de Chile a la soberanía y dominio de la estremidad austral del continente americano (1853)[4]
- Una conspiración en 1780 (junto a su hermano) (1853)
- La dictadura de O'Higgins (1853)
- Biografías de americanos (1854)[5]
- De la instrucción primaria en Chile: lo que es, lo que debería ser (1856)
- Compendio de la historia política y eclesiástica de Chile (1856)
- Geografia de la juventud de Sud-América : redactada según los mejores tratados modernos y muy esmerada en la parte relativa a las repúblicas hispano-americanas, principalmente la parte de Chile (1856)
- Juicio crítico de algunos poetas hispano-americanos (1861)
- Descubrimiento y conquista de Chile (1862)
- La cuestión de límites entre Chile y Bolivia (1863)
- Los precursores de la independencia de Chile (1870)
- La Encíclica del Papa León XII contra la independencia de la América española (1874)
- La crónica de 1810 (1876)[6][7][8]
- El terremoto del 13 de mayo de 1647 (1882)
- Vida de don Andrés Bello (1882)[9]
- Vida del general don Bernardo O"Higgins : (su dictadura, su ostracismo) (1882)
- Corona fúnebre a la memoria del señor Benjamín Vicuña Mackenna (1886)
- Acentuaciones viciosas (1887)
- Memorias científicas y literarias : lengua castellana : acentuaciones viciosas (1887)`
- Estudios sobre instrucción pública. 3 vols. (1897-1898)
- Cuadros Antiguos (Edición Oficial, 1896, Santiago)

- La dictadura de O'Higgins, 1917 (Miguel Luis Amunátegui y Benjamín Vicuña Mackenna, obra póstuma)